# Voorwaarts Duisburg

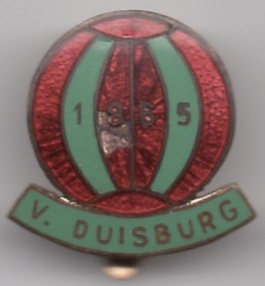

Voorwaarts Duisburg was een voetbalclub uit Duisburg in de Belgische provincie Vlaams-Brabant. De club werd opgericht in 1965 en sloot in 1968 aan bij de KBVB met stamnummer 7164.
In 2007 fuseerde de club met KNS Tervuren en ging op in de nieuwe fusieclub KV Tervuren-Duisburg, het eigen stamnummer verdween.

## Geschiedenis
Voorwaarts Duisburg werd in augustus 1965 opgericht en sloot drie jaar later aan bij de KBVB.
Duisburg ging meteen van start in Vierde Provinciale, werd in 1972 kampioen en mocht naar Derde Provinciale. De club zou tot 1995 op het derde provinciale niveau acteren, maar degradeerde toen weer naar de onderste reeks.
Na drie seizoenen Vierde Provinciale wist Duisburg opnieuw naar Derde Provinciale te klimmen in 1998. 
Begin jaren 2000 hadden de rood-groenen een sterke periode en na twee maal tweede te zijn geëindigd in de reeks, mocht Voorwaarts in 2003 voor het eerst in zijn geschiedenis naar Tweede Provinciale.
Dat duurde maar één seizoen en in 2004 zat Duisburg weer in Derde Provinciale. Daar zou de club nog drie seizoenen spelen tot in 2007 de fusie met KNS Tervuren werd doorgevoerd.